# Зенит-3SLБ
«Зенит-3SLБ» или «Зенит-3M» — украинская ракета-носитель среднего класса, семейства «Зенит». Является модификацией ракеты-носителя «Зенит-3SL», в состав которой входит модифицированная ракета-носитель «Зенит-2SБ» и разгонный блок «ДМ-SLБ». Разработана в рамках программы «Наземный старт» на базе разработок советских инженеров с 1976 года до первого пуска в 1985 году. После распада СССР разработанная ракета собиралась на Украине в КБ Южное, на базе перешедшей от СССР документации и технологий с использованием до 70 процентов Российских комплектующих, в том числе разгонного блока, производства НПО «Энергомаш».

## Конструкция
Ракета-носитель «Зенит-3SLБ» входит в семейство ракет-носителей «Зенит» использующих нетоксичные компоненты топлива (жидкий кислород и керосин РГ-1).
Она разработана в рамках программы «Наземный старт» для запусков космических аппаратов с космодрома Байконур (Казахстан). Комплекс может обеспечивать до 12 пусков год (в том числе до 7 пусков с разгонным блоком).
Пусковые услуги предоставляются совместным предприятием «Международные космические услуги» (Украина, Россия).

### Первая ступень
В первой ступени ракеты «Зенит-3SLБ» используется четырёхкамерный кислородно-керосиновый жидкостный ракетный двигатель РД-171, разработанный и производящийся в НПО «Энергомаш» (Московская область).

### Вторая ступень
Во второй ступени ракеты «Зенит-3SLБ» в качестве маршевого двигателя используется ЖРД РД-120. Он разработан НПО «Энергомаш» (Химки, Московская область), производится на заводе Южмаш (Днепропетровск, Украина).

### Разгонный блок
В ракете «Зенит-3SLБ» применяется разгонный блок ДМ-SLБ, созданный в РКК «Энергия» (Россия).

### Система управления
Система управления ракеты «Зенит-3SLБ» разработана и производится в Научно-производственном объединении автоматики и приборостроения (Москва).

## История пусков
Ракета-носитель «Зенит-3SLБ» создана на базе ракеты-носителя «Зенит-3SL». В её состав входят первые две ступени разработки КБ «Южное», разгонный блок ДМ-SL (разработан РКК «Энергия»), обтекатель (разработан НПО им. Лавочкина). Первый пуск состоялся 28 апреля 2008 года.
Версия с разгонным блоком Фрегат — Зенит-3SLБФ.
| № | Дата и время (UTC) | полезная нагрузка | Орбита          | Результат                  |
| - | ------------------ | ----------------- | --------------- | -------------------------- |
| 1 | 28 апреля 2008     | Амос-3            | Геостационарная | Успех                      |
| 2 | 26 февраля 2009    | Telstar 11N       | Геопереходная   | Успех                      |
| 3 | 21 июня 2009       | MEASAT-3a         | Геопереходная   | Успех (недоступная ссылка) |
| 4 | 30 ноября 2009     | Intelsat 15       | Геопереходная   | Успех                      |
| 5 | 5 октября 2011     | Intelsat 18       | Геопереходная   | Успех                      |
| 6 | 31 августа 2013    | Амос-4            | Геопереходная   | Успех                      |